# Érd
Érd (en alemany Hanselbeck, en croat Andzabeg) és una ciutat autònoma d'Hongria que amb una població de 63.077 habitants forma part de l'àrea metropolitana de Budapest.

## Història
La zona ha estat habitada des de temps antics, les troballes arqueològiques indiquen que els homes prehistòrics vivien aquí fa 50.000 anys. Érd fou esmentada per primera vegada l'any 1243. El nom prové de la paraula Erdő ("bosc") o de Er ("corrent").
Quan l'Imperi Otomà va conquerir Hongria Érd fou capturat pels turcs l'any 1543, quan el castell de Székesfehérvár va caure. Els turcs van construir un castell i una mesquita, en aquells temps la ciutat s'anomenava Hamzsabég (Hamzabey). El 1684 l'exèrcit dirigit per Carles V de Lorena va derrotar els turcs a prop de la ciutat d'Érd.
L'any 1776 es va convertir en un oppidum (ciutat). Possiblement ja havia estat oppidum abans de l'ocupació otomana. Al segle xx Érd va passar a ser propietat de la família Károlyi. La ciutat va créixer, però es va mantenir com un poble agrícola fins a l'any 1972, quan diverses noves instal·lacions van ser construïdes i va créixer el valor turístic de la ciutat.
Érd va ser la ciutat de més ràpid creixement a Hongria entre els censos de 1991 i 2001 (fins al 30,6%). El 7 de novembre del 2005 el Parlament va decidir atorgar a Érd el rang de ciutat amb els drets de comtat des de la data de l'elecció del consell següent a la tardor de 2006.